# Bursa scrobilator
Bursa scrobilator is een slakkensoort uit de familie Bursidae. De wetenschappelijke naam werd gepubliceerd in 1758 door Carl Linnaeus in de tiende editie van Systema naturae.